# Udino Bombieri
Udino Bombieri (Grezzana, 1915 – Bracciano, 9 settembre 1943) è stato un partigiano italiano, medaglia d'oro al valor militare alla memoria.

## Biografia
Sergente maggiore, era capocarro e vice comandante di plotone semoventi del 10º Reggimento Lancieri "Vittorio Emanuele II". Il giorno dopo l'armistizio, Bombieri si trovava a Bracciano quando il suo reparto fu attaccato dai tedeschi. Resistette valorosamente: nonostante le ferite, rimase sotto il fuoco del nemico riuscendo a rendere inutilizzabile un semovente. Inoltre impedì al comandante di plotone di avvicinarsi a lui per soccorrerlo, per non esporsi alle raffiche nemiche. Venne poi colto alle spalle, e ucciso a revolverate da granatieri germanici.
Portano il nome di Bombieri strade di Bracciano e di Grezzana (in quest'ultima località, in frazione Lugo, gli è stata intitolata una piazza). Nel vicentino, in cui si trasferì successivamente il padre, gli è stato dedicato l'Istituto Comprensivo che ha sede in Valbrenta, a Valstagna.